# Trybalski
Tribalsky est un peintre roumain né en 1863 à Cracovie en Pologne et décédé en 1934 en Roumanie.

## Biographie
Le peintre Francisc Tribalsky est né le 2 janvier 1863 à Cracovie en Pologne dans une famille d'aristocrates, d'un père polonais et d'une mère autrichienne. Il décède le 4 août 1934 à Craiova.
Vers 1865, sa famille part à Vienne (Autriche). Il a deux ans. Il suit ses études en Autriche et entre à la Faculté d'arts plastiques de Vienne. 
Il se spécialise comme peintre d'églises et décorateur mural.     
Il sera appelé en Roumanie en 1890 pour décorer le château de Peleș avec deux autres peintres dont Georg Röder. Le palais royal d'été de Peleș a été construit de 1873 à 1883  à l'initiative de Carol Ier.
A la suite de ce travail, il reçoit la commande de décoration de la cathédrale catholique Saint Joseph (sfântul Iosif), construite de 1873 à 1884 à Bucarest. Il réalisera la décoration de nombreuses maisons aristocratiques.
Il devient citoyen roumain. Il épouse une allemande de Transylvanie dont il a 5 filles et un fils. Il demeura à Craïova, ville au sud de la Roumanie. Une de ses filles Freda Tribalsky-Delnevo deviendra peintre à son tour après avoir étudié à Munich, en Bavière, Allemagne.
Peu connu à ce jour, nous avons de lui le portrait réalisé par le peintre allemand Willy Exner (de)  et le témoignage de deux distinctions reçues du pape Pie X en 1909 et du roi Ferdinand Ier en 1925.

## Œuvres
- Quelques églises décorées en Autriche.
- Quelques œuvres au château de Peleș.
- Quelques œuvres de la cathédrale catholique Saint-Joseph à Bucarest.